# Tacparia detersata
Tacparia detersata là một loài bướm đêm trong họ Geometridae.